# Małoszyce (województwo świętokrzyskie)
Małoszyce – wieś sołecka w Polsce położona w województwie świętokrzyskim, w powiecie opatowskim, w gminie Sadowie.
| SIMC    | Nazwa     | Rodzaj    |
| ------- | --------- | --------- |
| 0806192 | Karny Kąt | część wsi |

W latach 1975–1998 miejscowość położona była w województwie tarnobrzeskim.
Przez wieś przechodzi  czerwony szlak rowerowy do Opatowa i  zielony szlak rowerowy im. Witolda Gombrowicza.

## Historia

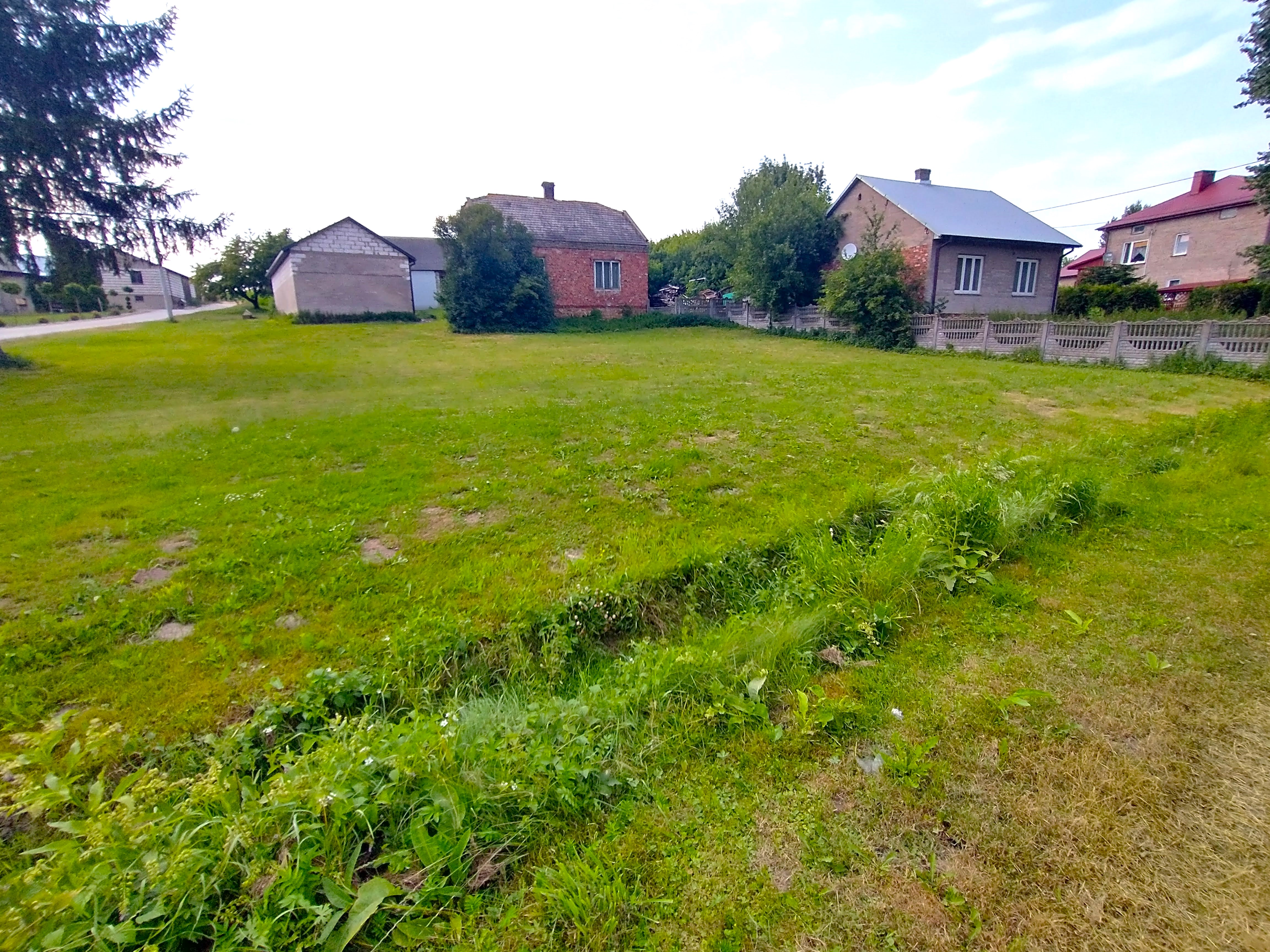
Fragment zabudowy wsi

W 1827 r. Małoszyce miały 14 domów i 58 mieszkańców. W 1880 r. znajdował się tu folwark i osada młyńska nad rzeką Obręczanką. Małoszyce miały wówczas 11 domów i 130 mieszkańców. We wsi było 600 morgów ziemi dworskiej i 85 włościańskiej.
W 1904 r. urodził się tu Witold Gombrowicz. Znajdował się tu modrzewiowy dworek należący do rodziny pisarza. Przed II wojną światową dwór został zakupiony przez gospodarzy z Krzczonowic. Budynek rozebrano, a pochodzącego z niego materiału użyto do budowy szkoły w Krzczonowicach.
25 października 1943 roku oddział Gwardii Ludowej stoczył tu bój z bandytami niemieckimi w którym zginęło 13 partyzantów. Po wojnie zdarzenie to zostało upamiętnione tablicą pamiątkową na miejscu potyczki.

## Zabytki
W Małoszycach znajdują się pozostałości zespołu dworskiego. Zachowały się resztki czworaków i rządcówki, a także znajdujące się przy ulicy kamienne słupy z ogrodzenia dworskiego. Z parku dworskiego zachowała się aleja grabowa oraz staw.